# Купаєво
Купа́єво (рос. Купаево, башк. Ҡупай) — присілок (у минулому село) у складі Кушнаренковського району Башкортостану, Росія. Входить до складу Расмекеєвської сільської ради.
Населення — 140 осіб (2010; 142 у 2002).
Національний склад:
- татари — 57 %
- башкири — 43 %